# NGC 2997
NGC 2997 es una galaxia espiral no barrada de unos 40 millones de años luz en la tenue constelación austral de Antlia. Fue descubierto el 4 de marzo de 1793 por el astrónomo de origen alemán William Herschel. J. L. E. Dreyer que lo describió como "un objeto notable, muy débil, muy grande, muy gradualmente y luego muy repentinamente brillante en el centro y con un núcleo de 4 arcos". Esta es la galaxia más brillante del grupo de galaxias NGC, y apareció en la portada de la primera edición de Galactic Dynamics de James Binney y Scott Tremaine.
Se trata de una galaxia de gran diseño con una forma simétrica de dos brazos. La clasificación morfológica de NGC 2997 es SAB(rs)c, que indica una galaxia espiral débilmente barrada (SAB) con un anillo incompleto alrededor de la barra (rs) y brazos espirales poco enrollados (c). Está inclinada en un ángulo de 40° con respecto a la línea de visión desde la Tierra, con el eje mayor alineado a lo largo de un ángulo de posición de 110°. Los brazos albergan una serie de nudos de polvo que son regiones de formación estelar que se están generando a través de la compresión de gas de las ondas de densidad. En el núcleo, los brazos convergen para formar un anillo circumnuclear con puntos calientes colocados simétricamente que contienen supercúmulos de estrellas.
Se han detectado un par de supernovas en las proximidades de esta galaxia. Las imágenes CCD tomadas el 24 de octubre de 2003 revelaron la supernova SN 2003jg, situada a 11″ al este y 6″ al norte del núcleo galáctico. Se determinó que era una supernova de tipo Ib/c. La supernova SN 2008eh se registró el 21 de julio de 2008 y alcanzó una magnitud de 15,0. Se situó a 123″ al este y 34″ al norte del núcleo galáctico.

## Galería

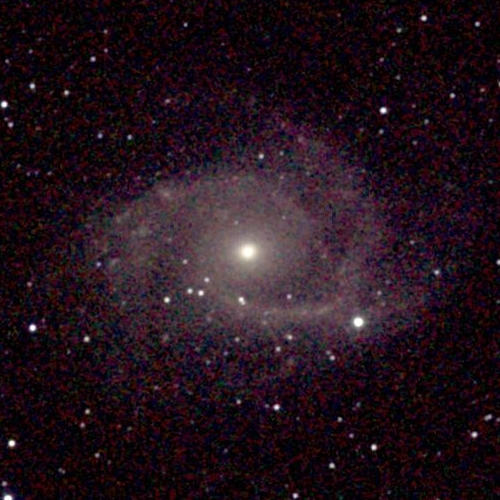
NGC 2997 por 2MASS.
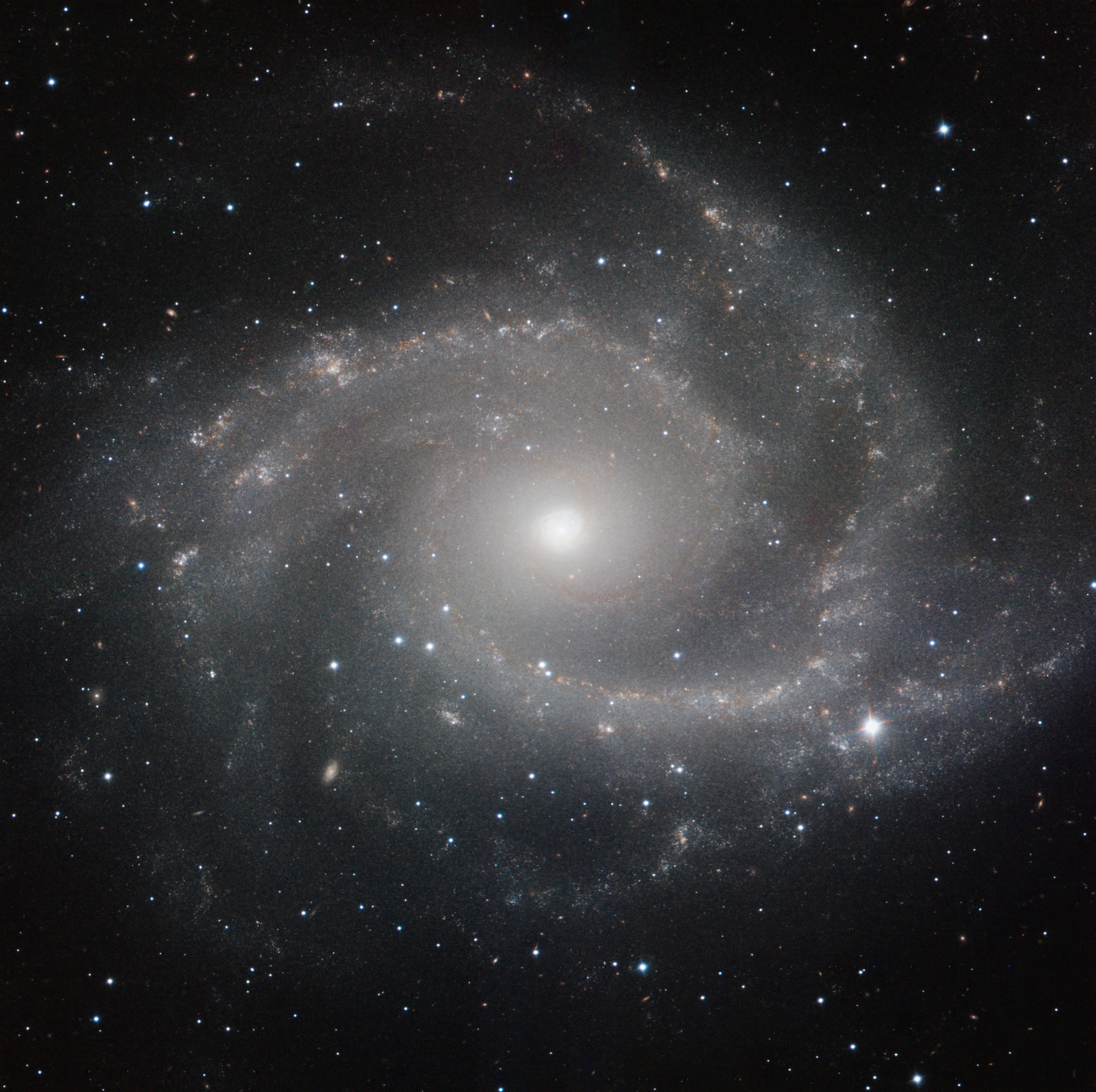
HAWK-I imagen de NGC 2997.
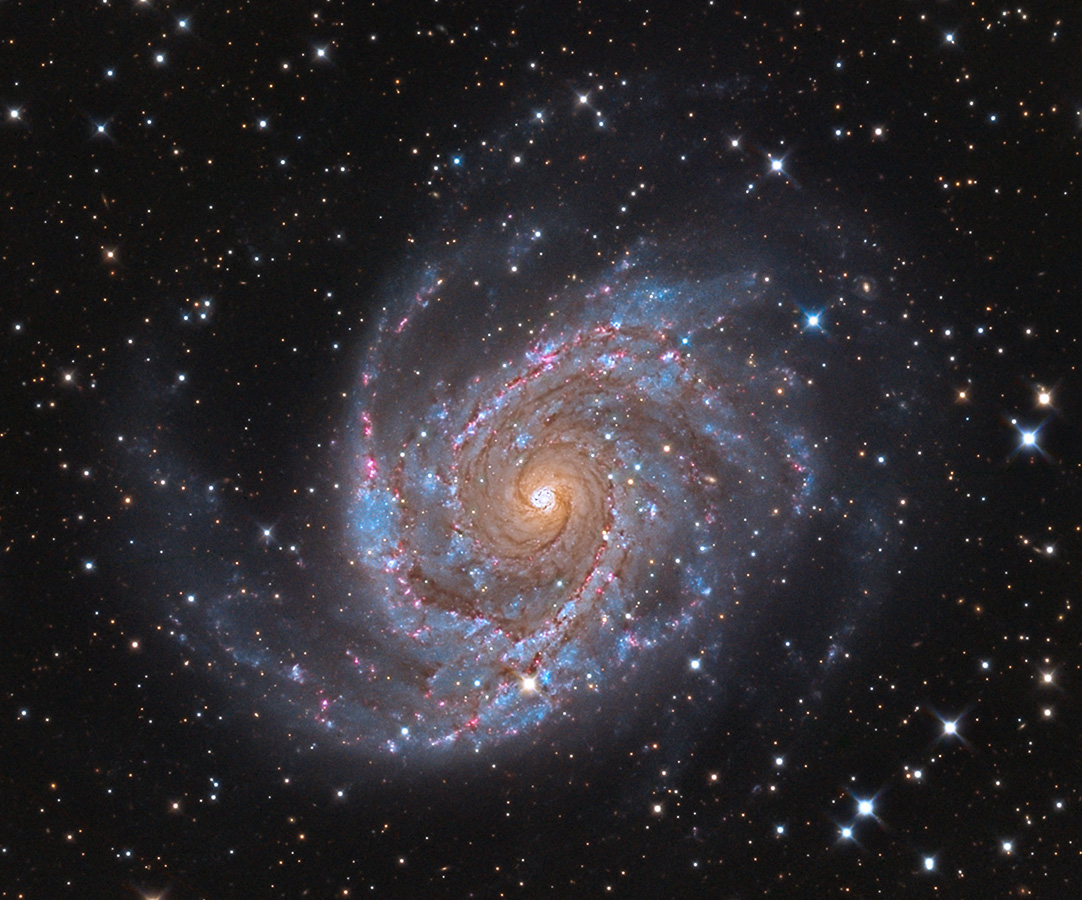
Observatorio del Monte Lemmon.